# تزكية (انتخابات)

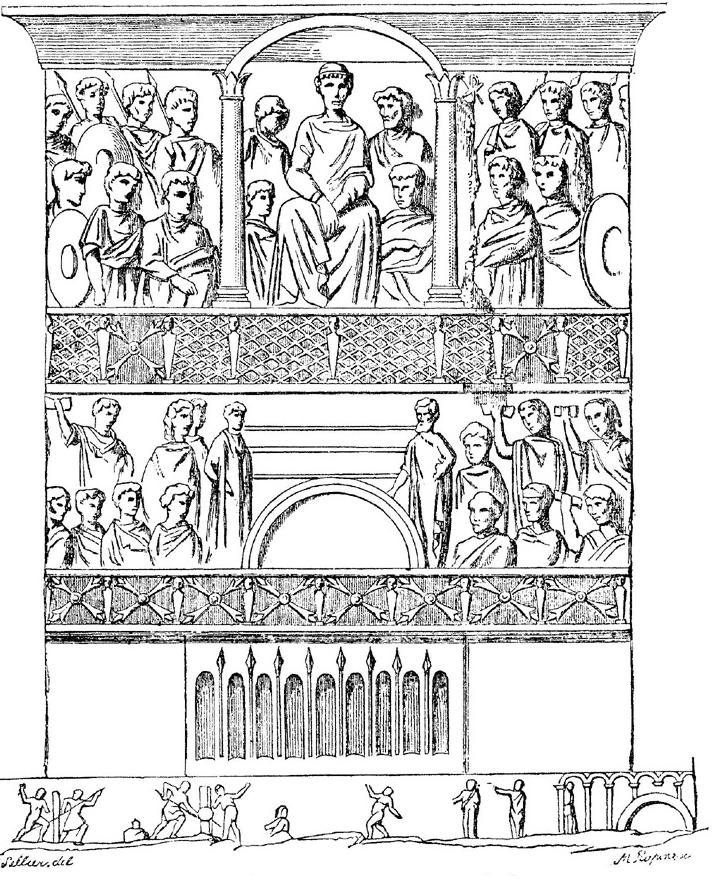
صورة توضح التزكية في الانتخابات

التزكية في الانتخابات يقصد بها تقليد أحد المرشحين لمنصب ما دون الحاجة للتصويت في أوراق اقتراع. ومعنى ذلك أنه لا حاجة لأخذ أصوات المقترعين لمعرفة الفائز في الانتخابات، بل يُزكّيه المقترعون لتبوء المنصب، إما لأن المقترعين توافقوا فيما بينهم علِى مرشح ما فتنتفي الحاجة بعد ذلك إلى للجوء إلى الاقتراع. وإما أن المرشح الفائز يتمتع بصفات خاصة تؤهله لتبوء المنصب دون منافسة كأن يكون الأكبر سنا أو أطيبهم سمعة أو أرفعهم قدراً، "أو ربما يكون انسحاب المنافسين المرشحين للانتخابات وسيلة لجعل التزكية خياراً أخيراً."

## التصويت
التصويت الصوتي النوع الأكثر شيوعا من التزكية هو التصويت الصوتي ، حيث يتم سؤال مجموعة التصويت من يفضل ومن يعارض المرشح المقترح. وفي حالة عدم وجود معارضة يعتبر المرشح منتخبا. في الإجراءات البرلمانية ، التزكية هي شكل من أشكال الموافقة بالإجماع .
يرتبط هذا الشكل من الانتخابات في الغالب بالانتخابات البابوية على الرغم من إيقاف هذه الطريقة بموجب الدستور الرسولي للبابا يوحنا بولس الثاني . كما يتم العثور عليها أحيانًا في سياق القرارات البرلمانية، أو اتفاقيات الترشيح الرئاسي في الولايات المتحدة (حيث يتم استخدامها غالبًا لترشيح نائب الرئيس والرؤساء الحاليين).

## التزكية بلا منازع
في كندا ، يقال إن المرشح لمنصب برلماني أو تشريعي أو بلدي يتم انتخابه بالتزكية إذا لم يكن لديه أي معارضين لهذا المقعد، وهو احتمال نادرًا ما يحدث على المستوى الفيدرالي، ولكنه أكثر شيوعًا في الانتخابات التشريعية في الأقاليم الشمالية و الانتخابات البلدية .
آخر حالة من التزكية في انتخابات مجلس العموم الكندي كانت في عام 1957، عندما تم الترحيب بجورج دوسيت في انتخابات فرعية بعد وفاة سلفه ويليام جورلاي بلير . قبل شهرين فقط، كان تشيسلي ويليام كارتر آخر شخص يتم تكريمه في الانتخابات العامة . في ال الأقاليم الشمالية الغربية ركوب بحيرة إينوفيك بوت ، عاد فلويد رولاند بالتزكية في دورتين انتخابيتين متتاليتين في عامي 2003 و 2007 .

## طالع
مرشح أوحد